# Klan (videohry)
Ve videohrách je klan, komunita, cech nebo frakce organizovaná skupina hráčů, kteří spolu pravidelně hrají jednu nebo více her pro více hráčů. Mnoho klanů se účastní herních soutěží, ale některé klany jsou jen malé herní týmy složené z přátel. Tyto týmy se pohybují od skupin několika přátel až po organizace čítající více než čtyři tisíce osob s širokou škálou struktur, cílů a členů. Životnost klanu se také značně liší, od několika týdnů až po více než deset let. Četné klany existují téměř ve všech dnes dostupných online hrách, zejména ve střílečkách z pohledu první osoby (FPS), masivních hrách (MMO), hrách na hrdiny (RPG) a strategických hrách. Existují také metaskupiny, které pokrývají širokou škálu her. Některé klany vytvořené skupinami hráčů se rozrostly v profesionální esportové týmy s mnohamilionovými příjmy.
Mnoho klanů na konzolích Xbox One, PlayStation 4 a počítačích má oficiální klanové webové stránky s fóry, kde mohou komunikovat a diskutovat o mnoha tématech se zbytkem klanu. Nabízejí klanové ceny a medaile za klanové úspěchy, od času stráveného v klanu až po vítězství a příspěvky skupině, jako jsou dary a ceny za dárky.

## Střílečky z pohledu první osoby
Jak se žánr stříleček z pohledu první osoby (FPS) stával stále populárnějším, myšlenka soutěžního klanu se stala všeobecně přijímanou. Z klanů se staly týmy nebo elitní členové klanu vytvořili týmy, které reprezentovaly klan v online bitvách. Klany obvykle hostují servery s pravidly, která se jim líbí. Například pokud skupina hráčů ráda používá pouze pistole, může se připojit ke klanu, který provozuje server pouze pro pistole, a klan tato pravidla prosazuje.

## Hry na hrdiny
Klany existují i v jiných žánrech, kde se často nazývají jinak a slouží k účelu, který je pro danou hru vhodnější. Mnoho multiplayerových online her (MMO) a her na hrdiny (RPG) je obvykle nazývá jako „guilds“ (česky „cechy“) nebo si vymýšlí vlastní termín. Příkladem mohou být Star Wars Galaxies („sdružení hráčů“) a EVE Online („korporace“). Hra EVE Online je také pozoruhodná tím, že tento systém definovala podrobněji, než je běžné ve většině MMO her, přičemž „aliance“ představují větší uskupení. Poslední formou společenství v EVE je tzv. koalice, což je seskupení více aliancí; tento systém však není podporován herním softwarem, místo toho jsou výtvorem řízeným hráči. Ve hře City of Heroes založené na superhrdinech se jim říká  „superskupiny“ a jejich struktura je podobná organizacím komiksových hrdinů, jako jsou X-Meni. Ve hře Final Fantasy XI se takové klany nazývají „linkshells“ a hráči hry mají tendenci a možnost být ve více klanech najednou. Final Fantasy XIV také sdílí stejný systém linkshells jako Final Fantasy XI, ale také s přidáním „svobodných společností“, které umožňují tradičnější formu systému klanů a cechů, který je k vidění ve většině MMORPG her.

## Simulátory
V mnoha simulátorech, například v sérii Microsoft Flight Simulator, se klany řídí podobně jako v jiných žánrech. Mezi významné typy simulačních klanů patří virtuální letecké společnosti (VA) a virtuální vojenské organizace (VMO). Virtuální letecká společnost je specializovaná hobby organizace, která využívá leteckou simulaci k modelování provozu letecké společnosti. VA mají obvykle přítomnost na internetu, podobně jako skutečné letecké společnosti. Bylo uvedeno, že v současné době je aktivních více než 100 významných VA, které mají v každém okamžiku desítky tisíc účastníků.